# Ouratea purdieana
Ouratea purdieana är en tvåhjärtbladig växtart som beskrevs av Van Tiegh.. Ouratea purdieana ingår i släktet Ouratea och familjen Ochnaceae. Inga underarter finns listade i Catalogue of Life.